# Département de Zelaya
Pour les articles homonymes, voir Zelaya.
1894–1986
Entités précédentes :
- Côte des Mosquitos

Entités suivantes :
- Région autonome de la Côte caraïbe nord
- Région autonome de la Côte caraïbe sud

Le département de Zelaya (en espagnol : Departamento de Zelaya) est un ancien département du Nicaragua. Il s'étend sur près de la moitié de la superficie du pays, y compris la quasi-totalité de son littoral caraïbe. Sa capitale est la ville de Bluefields.
Formé après l'occupation de la côte des Mosquitos par le Nicaragua en 1894, il est remplacé en 1986 par les régions autonomes de la Côte caraïbe nord et de la Côte caraïbe sud.
Sa population se compose principalement de Mosquitos, de Ramas et de Mayangnas.

## Histoire
En 1894, le président du Nicaragua José Santos Zelaya envoie le général Rigoberto Cabezas (es) occuper la côte des Mosquitos, territoire alors sous protectorat britannique. Malgré l'opposition britannique et américaine, la région est annexée au Nicaragua et constitue un nouveau département qui reçoit le nom de Zelaya en l'honneur du président.
En 1899, le gouvernement nicaraguayen écrase une révolte dans le département de Zelaya financée par des entreprises anglo-américaines. Un deuxième soulèvement, qui bénéficie également du soutien des États-Unis, éclate à Bluefields en octobre 1909 et aboutit au renversement du président Zelaya au mois de décembre.
Le département de Zelaya est remplacé en 1986 par deux nouvelles régions autonomes, en accord avec la Loi d'autonomie des régions caribéennes (Ley de Autonomía de las Regiones Caribeñas) :
- la Région autonome de la Côte caraïbe nord (Región Autónoma de la Costa Caribe Norte, RACCN) ;
- la Région autonome de la Côte caraïbe sud (Región Autónoma de la Costa Caribe Sur, RACCS).

## Géographie
Avec une superficie de 59 094 km2, le département de Zelaya s'étend sur 45,5 % du territoire du Nicaragua. Il couvre presque toute la façade maritime orientale du pays, de la frontière avec le Honduras au nord jusqu'au département du Río San Juan au sud. À l'ouest, il jouxte les départements de Jinotega, Matagalpa, Boaco et Chontales.
Les îles nicaraguayennes de la mer des Caraïbes relèvent également du département de Zelaya : les îles du Maïs, les Cayos Miskitos et les Cayos Perlas.

## Municipalités
Le département de Zelaya est divisé en huit municipalités (entre parenthèses, leur population en 1965) :
- Bluefields, son chef-lieu (17 706 habitants) ;
- Cabo Gracias a Dios (5 655 habitants) ;
- Corn Island (1 896 habitants) ;
- La Cruz de Río Grande (7 150 habitants) ;
- Prinzapolka (16 619 habitants) ;
- Puerto Cabezas (11 621 habitants) ;
- El Rama (17 219 habitants) ;
- Waspán (11 097 habitants)[1].

## Démographie
| 1906   | 1920   | 1940   | 1950   | 1960   | 1968    |
| ------ | ------ | ------ | ------ | ------ | ------- |
| 33 849 | 39 110 | 53 249 | 67 727 | 88 963 | 100 441 |